# 80 Ceti
80 Ceti är en misstänkt variabel (VAR) i stjärnbilden Valfisken.
80 Ceti har visuell magnitud +5,33 och varierar med 0,015 magnituder och en period av 0,78307 dygn eller 18,794 timmar. Den befinner sig på ett avstånd av ungefär 465 ljusår.